# Un feu d'artifice improvisé
Un feu d'artifice improvisé, známý také pod názvem Un feu d'artifice inattendu, je francouzský němý film z roku 1905. Režisérem je Georges Méliès (1861–1938). Film trvá zhruba 4 minuty.

## Děj
Šest výtržníků okrade opilce poté, co usne na ulici, a následně ho probudí pomocí ohňostroje.